# Phyllodonta canitata
Phyllodonta canitata là một loài bướm đêm trong họ Geometridae.